# Coremia
Coremia is een kevergeslacht uit de familie van de boktorren (Cerambycidae). De wetenschappelijke naam van het geslacht werd voor het eerst geldig gepubliceerd in 1834 door Audinet-Serville.

## Soorten
Coremia omvat de volgende soorten:
- Coremia plumipes (Pallas, 1772)
- Coremia signaticollis Buquet, 1844